# Synagoge (Mikstat)

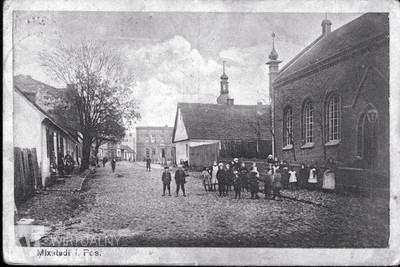
Synagoge in Mikstat (um 1920)

Die Synagoge in Mikstat (deutsch Mixstadt), einer polnischen Stadt im Powiat Ostrzeszowski in der Woiwodschaft Großpolen, wurde 1905 errichtet.
Die Synagoge in der ulica Fryderyk Chopin wurde 1939 von den deutschen Besatzern zerstört.